# Antonio Flores (futbolista)
Antonio Flores Rodríguez (13 de julio de 1923-16 de mayo de 2001) fue un futbolista mexicano. Durante la Copa Mundial de Fútbol de 1950 jugó contra Suiza. En el juego contra los suizos, perdió una clara oportunidad de anotar cuando envió un tiro franco fuera del arco del portero Adolphe Hug.

## Participaciones en Copas del Mundo
| Mundial                        | Sede   | Resultado    |
| ------------------------------ | ------ | ------------ |
| Copa Mundial de Fútbol de 1950 | Brasil | Primera fase |

## Clubes
| Club         | País   | Año       |
| ------------ | ------ | --------- |
| Atlas F. C.  | México | 1942-1951 |
| C. D. Oro    | México | 1952-1953 |
| C. D. Zamora | México | 1953-1957 |

## Palmarés

### Títulos nacionales
| Título               | Equipo | País   | Año     |
| -------------------- | ------ | ------ | ------- |
| Copa México          | Atlas  | México | 1949-50 |
| Campeón de Campeones | Atlas  | México | 1949-50 |
| Primera División     | Atlas  | México | 1950-51 |
| Campeón de Campeones | Atlas  | México | 1950-51 |
| Segunda División     | Zamora | México | 1956-57 |